# 卡利尼夫卡 (科列茨區)
50°36′2″N 27°6′56″E / 50.60056°N 27.11556°E
卡利尼夫卡（烏克蘭語：Калинівка），是烏克蘭西北部的村莊，隸屬里夫內州的里夫內區。該村處於科爾奇克河畔，面積0.913平方公里，2001年人口373。